# Tzan Shin
Tzan Shin es un deportista taiwanés que compitió en taekwondo. Ganó una medalla de plata en el Campeonato Asiático de Taekwondo de 1988, en la categoría de –64 kg.

## Palmarés internacional
| Representando a China Taipéi |                  |                  |           |
| Campeonato Asiático          |                  |                  |           |
| Año                          | Lugar            | Medalla          | Categoría |
| 1988                         | Katmandú (Nepal) | Medalla de plata | –64 kg    |